# Christian Friedrich von Wrede
Christian Friedrich von Wrede – major inżynierii, porucznik pruski, kartograf.

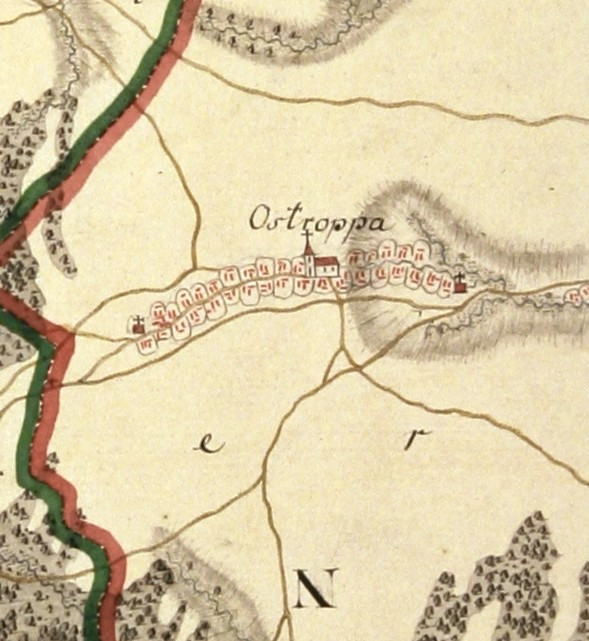
Ostropa na mapie Christiana Friedricha von Wredego.

W latach 1747–1753 dokonał on na zlecenie króla pruskiego Fryderyka II Wielkiego nowych pomiarów kartograficznych na Śląsku (bez części austriackiej), gdyż mapy wcześniej sporządzone nie nadawały się do celów wojskowych. Tak powstał zawierający 195 arkuszy rękopiśmiennych w skali 1:33 333 atlas Krieges-Carte von Schlesien. Atlas oprawiony w czerwoną skórę został wręczony królowi.
Arkusze mają wielkość 73 × 52 cm, z czego sama mapa zajmuje powierzchnię 60 × 43 cm. Z prawej strony mapy znajduje się regest zawierający wykaz miejscowości z podaniem właściciela, liczby mieszczan/kmieci, chałupników i zagrodników oraz koni.
Starannie wyrysowane sekcje zawierają wiele cennych danych. Są na nich zaznaczone wszelkie budynki – począwszy od stodoły przez stajnię i budynek mieszkalny w przypadku gospodarstw kmiecych, kościoły, klasztory i kaplice, siedziby szlacheckie, ruiny grodów i zamków, stacje poczty, mosty kamienne i drewniane, przeprawy, wiatraki, młyny wodne, tartaki, cegielnie, piece wapienne, huty szkła, kuźnice, kopalnie: złota, srebra, miedzi, cyny, rtęci, kuźnice mosiądzu.
Mapy zawarte w atlasie ze względu na konieczność zachowania tajemnicy wojskowej nie zostały opublikowane, zaś historykom udostępniono je dopiero na początku XX wieku. Obecnie atlas znajduje się w posiadaniu Staatsbibliothek zu Berlin – Preußischer Kulturbesitz. Niestety jako źródło pozostają nadal nieznane wielu historykom.